# Максимов Костянтин Гордійович
Костянтин Гордійович Максимов (3 червня 1894, село Війтівці (Войтовець) Бровківської волості Сквирського повіту Київської губернії, тепер село Мостове Бердичівського району Житомирської області — розстріляний 27 жовтня 1937, місто Москва, тепер Російська Федерація) — радянський діяч, голова Вищої Ради Народного Господарства Української СРР, заступник голови Ради народних комісарів УСРР. Член ВЦВК, ВУЦВК, ЦВК СРСР.

## Життєпис
Народився в селянській родині. Через кілька років після народження Костянтина сім'я перебралася в Самарську губернію, де батько працював конюхом і кучером в одному із поміщицьких маєтків.
У п'ятнадцятирічному віці Костянтин Максимов переїхав в Самару до старшої сестри, де влаштувався підсобним робітником на будівництві трубкового заводу, потім — учнем в столярній майстерні. Закінчивши навчання, працював столяром у Самарі.
Член РСДРП(б) з лютого 1914 року.
Вів активну партійну і профспілкову роботу, був секретарем правління Спілки будівельників Самари.
У лютому 1915 року заарештований. На його квартирі жандарми знайшли нелегальну літературу, антивоєнні листівки і два гектографа для розмноження листівок та іншої літератури.
Після Лютневої революції 1917 року звільнений із в'язниці, переїхав до Москви для організації профспілки деревообробників. З квітня 1917 року — член Московського комітету РСДРП(б) і член Московської ради. Обирався делегатом VII конференції РСДРП(б) від московської організації і I Всеросійського з'їзду Рад.
Під час Жовтневого перевороту 1917 року — начальник розвідки штабу Московського військово-революційного комітету. 2 листопада 1917 року виїжджав до міста Гжатська для агітації серед солдатів російської армії.
У 1918—1919 роках — член президії Московської ради. У липні 1918 року, під час роботи V Всеросійського з'їзду Рад, вибраний членом президії ВЦВК. Одночасно, з 7 вересня 1918 по 7 липня 1919 року — голова продовольчого відділу Московської ради.
У серпні 1919 — 1920 року — член Революційної військової ради (РВР) Східного фронту і надзвичайний уповноважений РСЧА із постачання армії на Східному фронті РСЧА, брав участь у розгромі армії Колчака.
У квітні 1920 — 1922 року — заступник голови, голова Уральського промислового бюро Вищої ради народного господарства РРФСР, уповноважений Ради праці і оборони РРФСР із відновленню уральської промисловості.
У 1922—1923 роках — заступник голови Центрального правління кам'яновугільної промисловості, заступник керуючого Державної кам'яновугільної промисловості Донецького басейну.
У 1923—1925 роках — голова Вищої Ради Народного Господарства (ВРНГ) Української СРР, заступник голови Ради народних комісарів Української СРР.
Одночасно, в 1923—1925 роках — член президії Вищої Ради Народного Господарства СРСР.
З 1926 року — заступник народного комісара зовнішньої і внутрішньої торгівлі СРСР.
До липня 1937 року — співробітник Головного управління лляної промисловості Народного комісаріат легкої промисловості СРСР.
1 липня 1937 року заарештований органами НКВС. Засуджений Воєнною колегією Верховного суду СРСР 27 жовтня 1937 року до страти, розстріляний того ж дня. Похований на Донському цвинтарі Москви.
19 березня 1955 року реабілітований, посмертно поновлений у партії.